# 8217 Dominikhašek
(8217) Dominikhašek, denumire internațională (8217) Dominikhasek, este un asteroid din centura principală de asteroizi.

## Descriere
8217 Dominikhašek este un asteroid din centura principală de asteroizi. A fost descoperit pe 21 aprilie 1995 la Observatorul din Ondřejov de Petr Pravec și Lenka Šarounová. Asteroidul prezintă o orbită caracterizată de o semiaxă mare de 2,25 ua, o excentricitate de 0,17 și o înclinație de 2,4° în raport cu ecliptica.